# البركانيين (البركانيين)
البركانيين هي إحدى مشيخات المملكة المغربية، تتبع جغرافيا لإقليم الناظور وإداريًا لالبركانيين. يقدر عدد سكانها بـ 1619 نسمة حسب الإحصاء الرسمي للسكان والسكنى لسنة 2004.